# Miletus archilochus
Miletus archilochus är en fjärilsart som beskrevs av Hans Fruhstorfer 1913. Miletus archilochus ingår i släktet Miletus och familjen juvelvingar. Inga underarter finns listade i Catalogue of Life.